# مونشوالد
مونشوالد (به آلمانی: Münchwald) یک شهر در آلمان است که در باد کرویتسناخ واقع شده‌است. مونشوالد ۳۰۴ نفر جمعیت دارد.